# 梅伦 (艾费尔火山县)
梅伦（德語：Mehren，發音：[ˈmeːʁən] ⓘ）是德国莱茵兰-普法尔茨州艾费尔火山县的市镇，面积12.96平方千米，2023年12月31日人口为1,440人。